# ダイラム

ダイラムを含むカスピ海南岸の地域

ダイラム（Daylam/Deylam）とは、イランのカスピ海南西の山岳地帯を指す歴史的地名、およびその地域に住んでいた人々の呼称である。「デイラム」「ダイラマーン」「デイラマーン」とも表記される。

## 領域
歴史的な地域名の「ダイラム」は、この地域に居住していた部族の名称に由来する。歴史的なダイラムの範囲は、北はスィヤーキャル、南はシャールード川、西はセフィードルード川、東はマーザンダラーン州に接する地域とされている。ダイラム人によって建国されたブワイフ朝は南西に領土を拡大し、ブワイフ朝時代にはタバリスターン（マーザンダラーン）からゴルガーンに至るカスピ海南岸の地域がダイラムと呼ばれた。
ダイラムは山地と低地に分かれ、米、絹、ツゲなどを産出した。

## 文化、歴史
ダイラムには、「カドホダー」によって支配される家父長制的・閉鎖的社会が存在していた。痩せ型の体型、柔らかい頭髪、好戦的な性格がダイラム人の特徴として挙げられている。ダイラム人が使用した言語はイラン語群に属すると考えられている。ダイラムでは女性も農業に従事し、牧羊も営まれていた。住民は平野部の小都市で農産物を販売し、生活用品を購入して生計を立てていた。
山岳地帯に居住するダイラム人は剣、長楯、投槍（ゾピーン）を使った歩兵戦に長け、サーサーン朝時代から精悍な傭兵として知られていた。派手な色の盾を掲げて突撃をかける姿は城壁に例えられ、先端に石油を入れた筒を付けたゾピーンに火を点けて敵に投げつける戦法を得意としていた。ガズナ朝、ファーティマ朝でもダイラム人兵士は、セルジューク朝の宰相ニザームルムルクは『政治の書』でダイラム人をトルコ人とともに軍隊に加えることを推奨した。11世紀にエジプトで活躍したネストリウス派キリスト教徒のイブン・ブトラーンは自著の奴隷購入の手引書でダイラム人男性の外見と内面の両方を高く評価したが、女性の性質には低い評価を下した。険阻な地形のダイラムはアラブの征服時代にもイスラーム化せず、正統カリフ・ウマルからアッバース朝のマアムーンの時代にかけて17回におよぶダイラム遠征が実施されたが、遠征軍は頑強な抵抗にあった。
アラムート城を建設したジュスターン家は、9世紀にカスピ海沿岸部に建国されたザイド派のアリー朝を支持する。アリー朝の成立に伴ってダイラムのイスラーム化・シーア派化が進展し、ペルシャ中央世界でのダイラム軍閥の影響力が増加した。10世紀にブワイフ家によって、ブワイフ朝が建国される。ブワイフ朝の軍隊はダイラム人の歩兵隊とトルコ人の騎兵隊で構成されていたが、ブワイフ朝の君主は同じ民族のダイラム人に不信感を抱き、ダイラム人のイクター（封土）を没収してトルコ人を優遇した。トルコ人の優遇政策にダイラム人は不満を覚え、10世紀末にはアフワーズでダイラム人とトルコ人の武力衝突が発生する。
ブワイフ朝の滅亡後、ダイラム軍閥はギーラーンのキヤー家などの傭兵集団のみが残った。11世紀末、ダイラム人が拠るアラムートはニザール派の攻撃によって陥落する。ダイラム人の中にはニザール派のフィダーイーとなって暗殺に従事した者も多くいた。

## ダイラム人によって創始された王朝
- ズィヤール朝 - タバリスターン、ゴルガーンを支配
- ブワイフ朝
- カークワイフ朝 - 11世紀にイラン中央部を支配

## ギャラリー

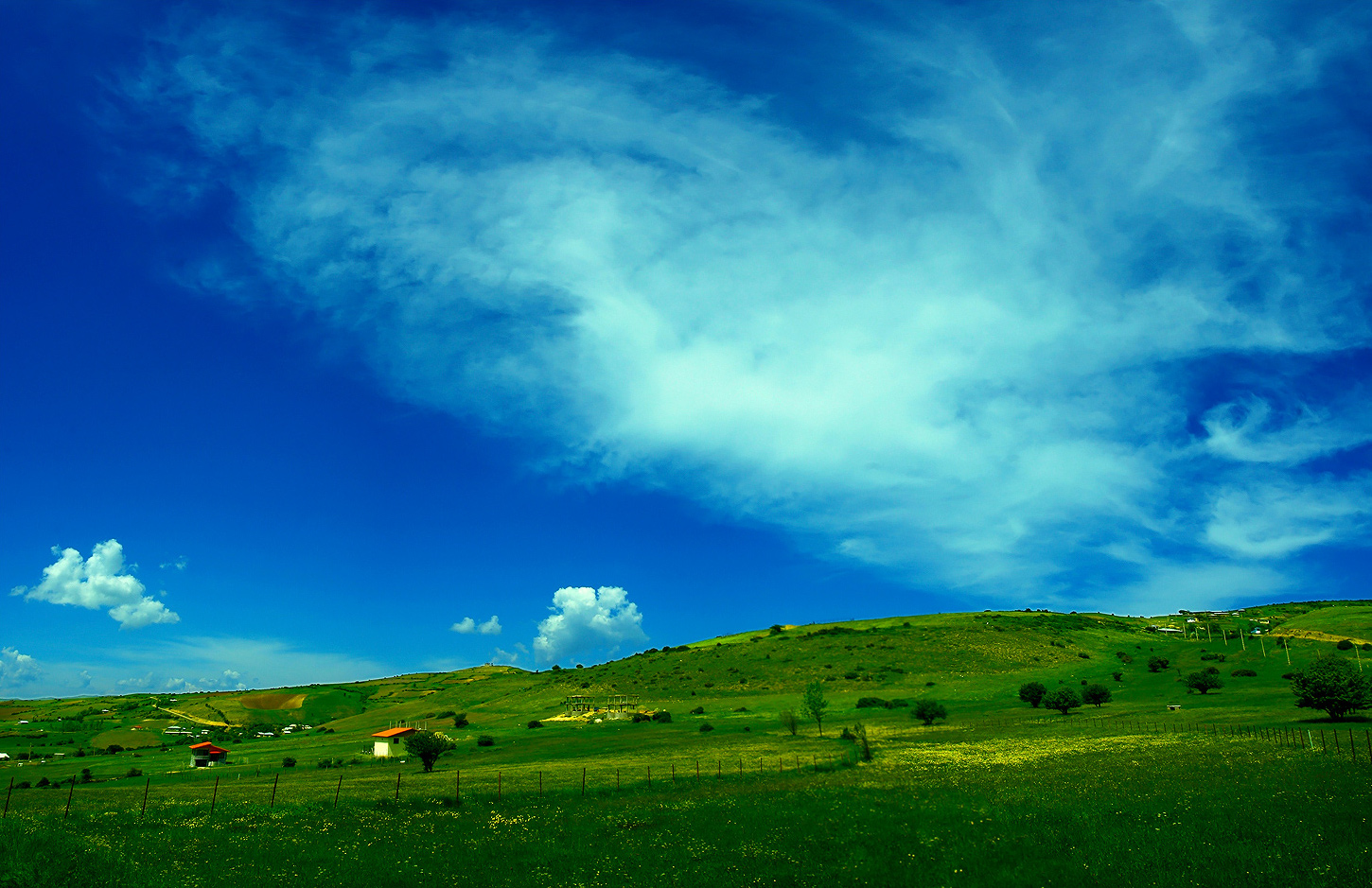
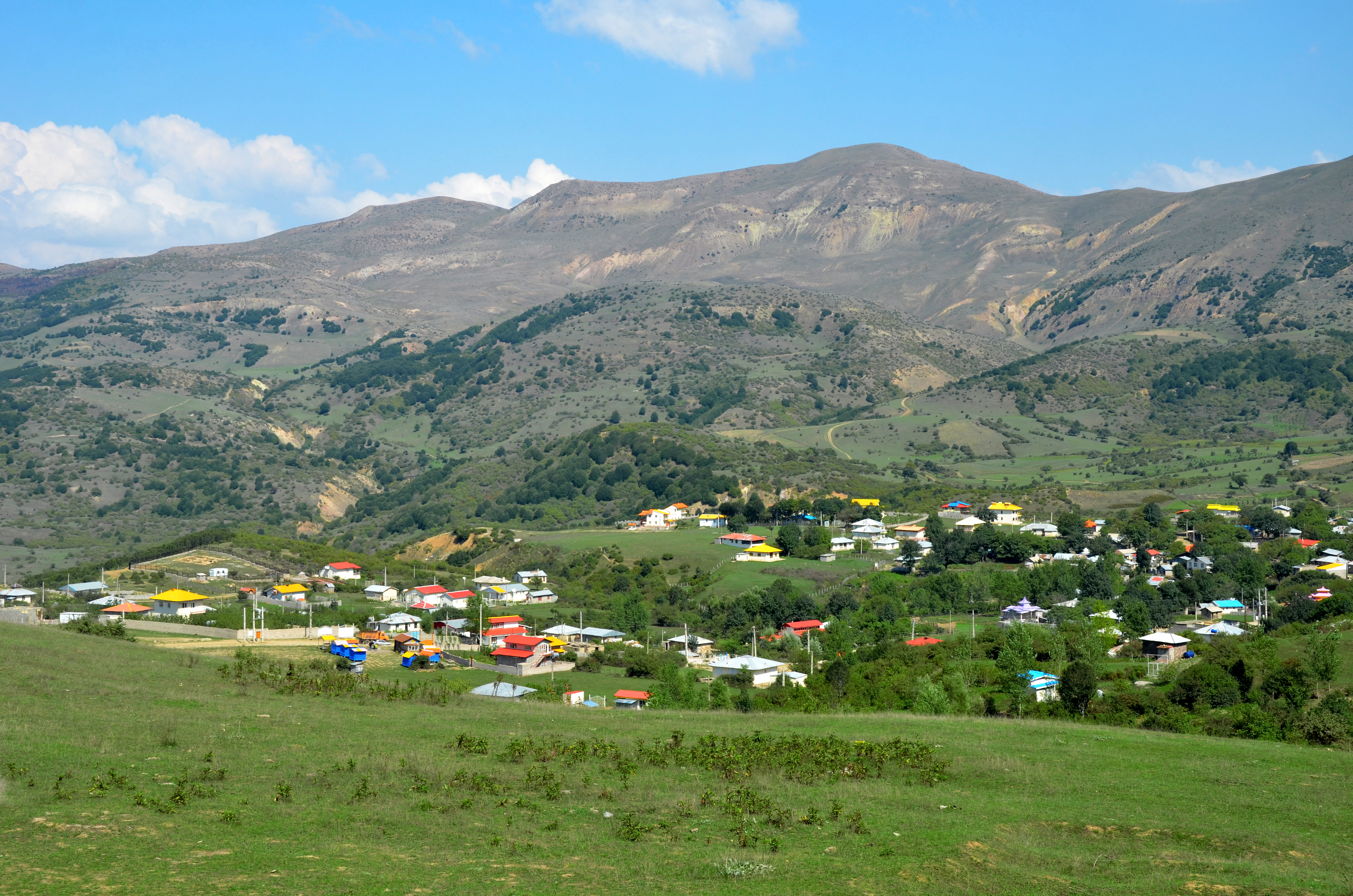
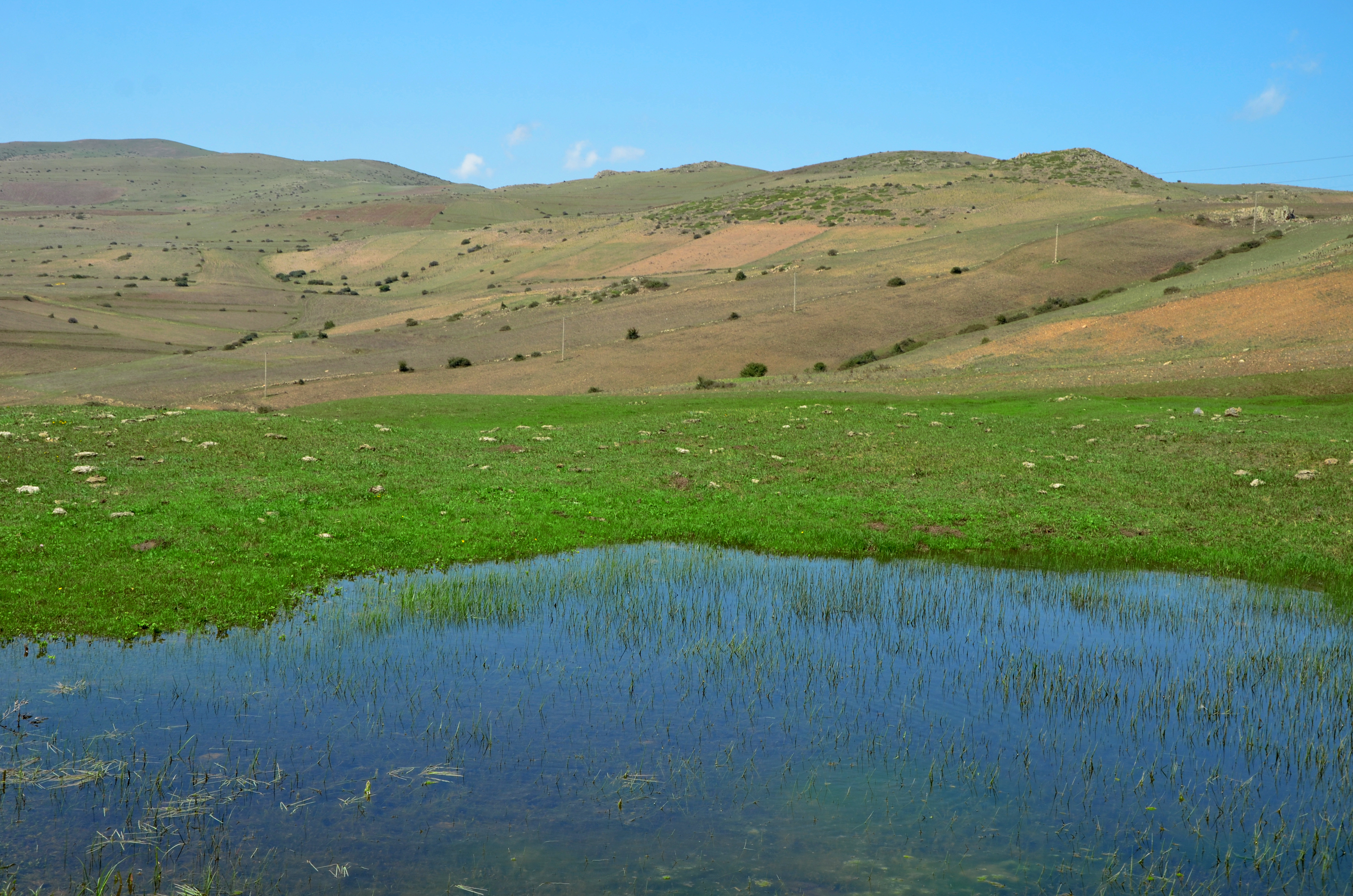
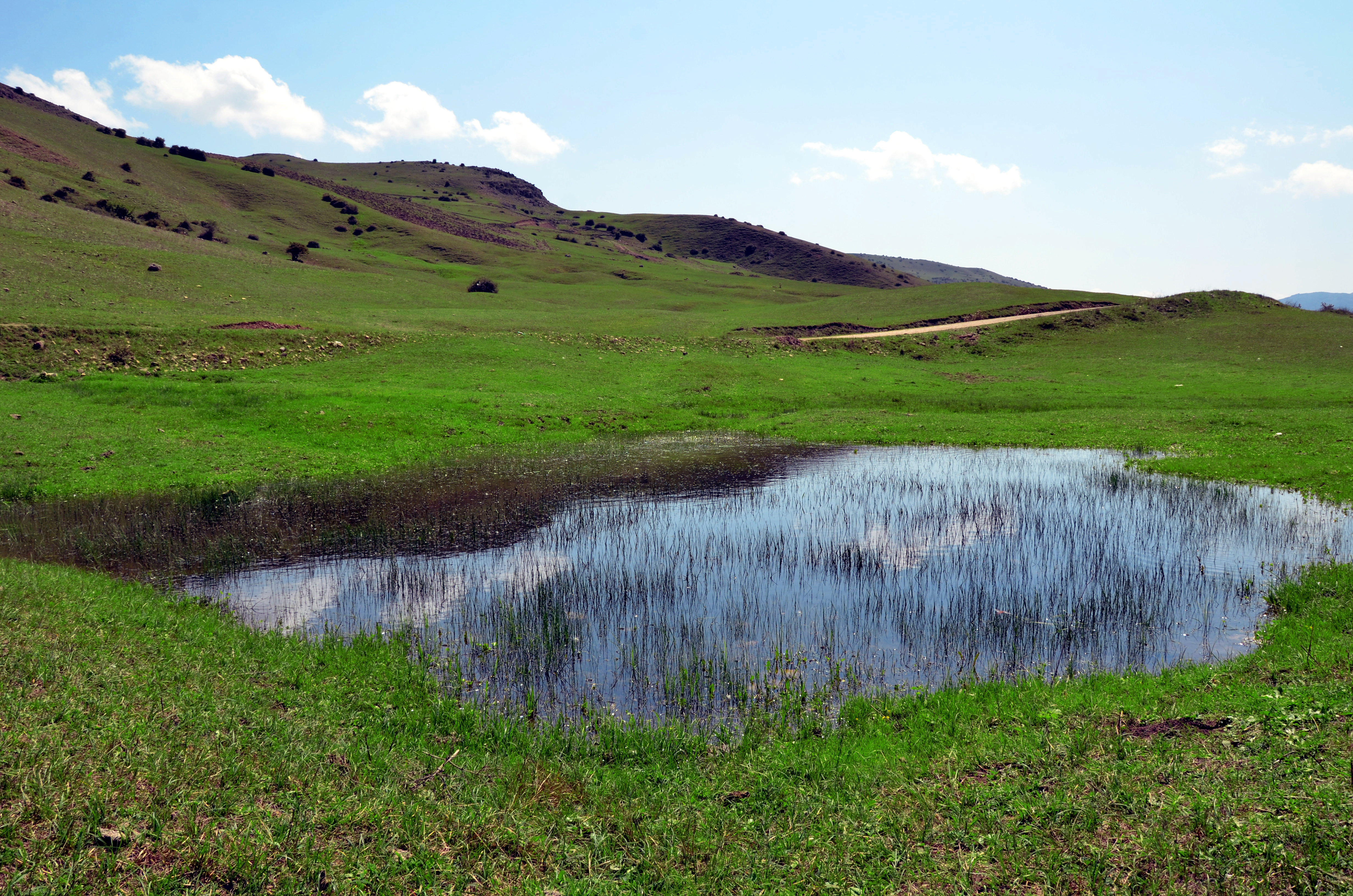
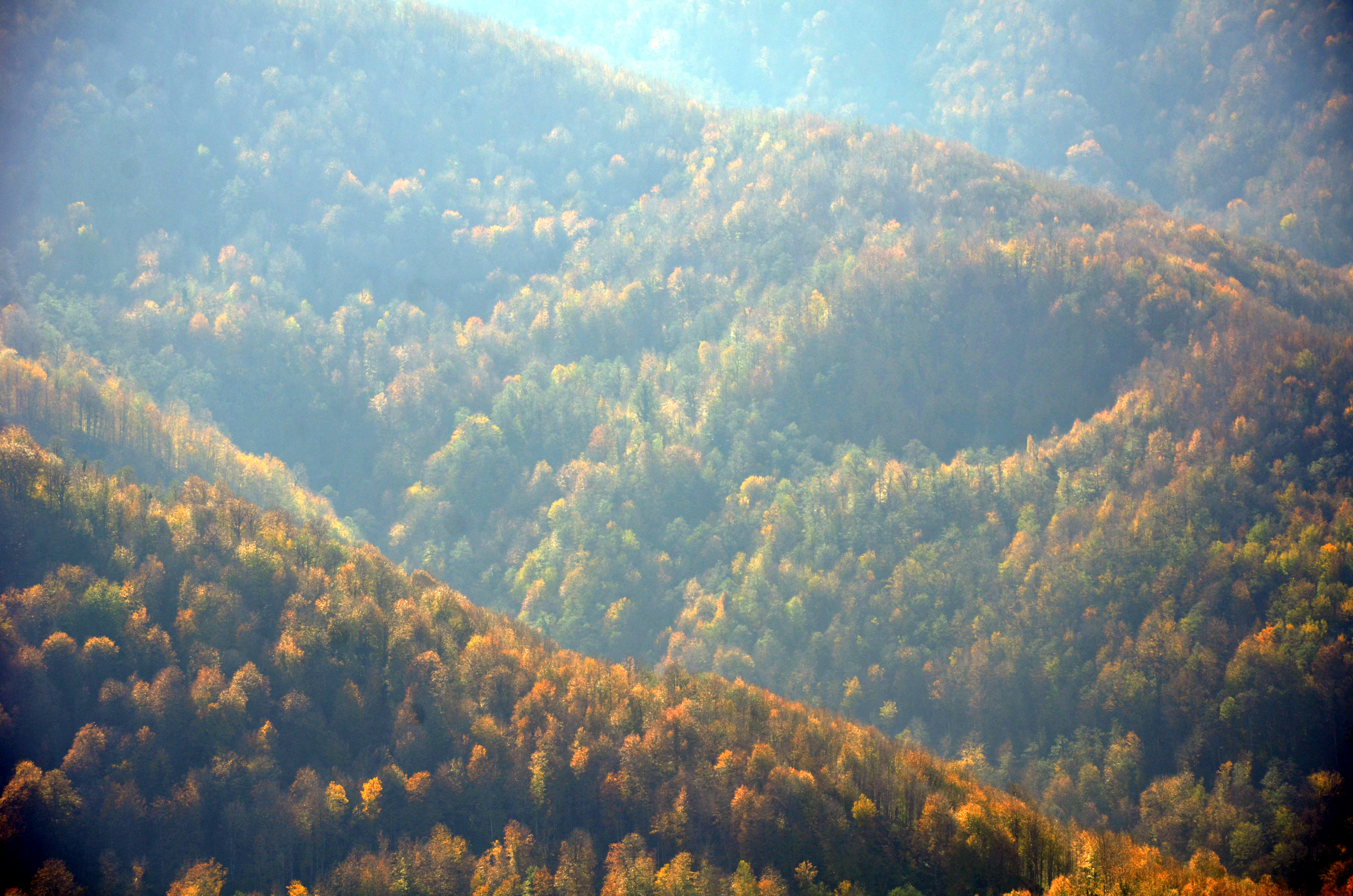
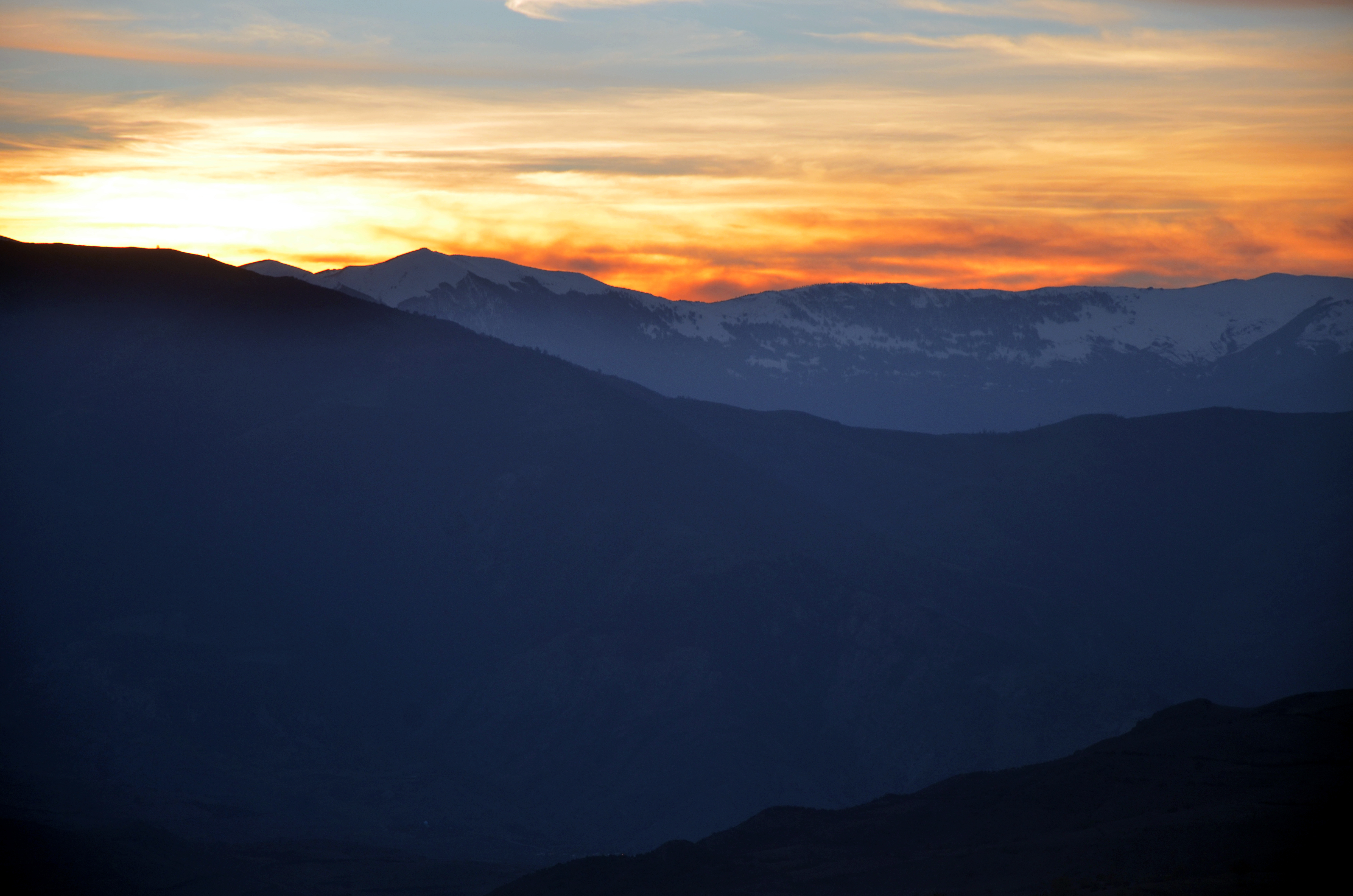